# グラーツ国立音楽大学
グラーツ国立音楽大学（英語: University of Music and Performing Arts Graz、公用語表記: ドイツ語: Universität für Musik und darstellende Kunst Graz or Kunstuniversität, abbreviated KUG）は、グラーツに本部を置くオーストリアの音楽大学。1970年創立、1816年大学設置。

## 概要
17の学科がある。